# Kalloprion kilmisteri
Kalloprion kilmisteri ist ein fossiler Ringelwurm aus der Gruppe der Vielborster. Er wurde 2006 von dem schwedischen Wissenschaftler Mats E. Eriksson auf der Basis fossiler Kieferteile (Gelenk und Scolecodonten) erstbeschrieben und nach dem britischen Musiker Lemmy Kilmister benannt.

## Beschreibung
Die Erstbeschreibung von Kalloprion kilmisteri erfolgte auf der Basis verschiedener für Vielborster typischer Teile des Kiefers. Dabei handelte es sich um die artikulierten Kiefer sowie die Zahnteile (Scolecodonten). Von anderen beschriebenen Arten der Gattung Kalloprion unterscheidet sich Kalloprion kilmisteri durch die kräftigere Maxille sowie die abgerundeten Zahnstrukturen.

## Fundort und zeitliche Einordnung
Die Fossilien stammen aus einer Sammlung von Mikrofossilien aus der Bucht Ireviken auf der schwedischen Insel Gotland. Sie stammen aus den Schichten des oberen Llandovery bis zum Übergang zum Wenlock im Silur und sind damit etwa 430 bis 440 Millionen Jahre alt.

## Systematik und Etymologie
Die systematische Zuordnung der Würmer zur Gattung Kalloprion erfolgte aufgrund der Zahnstrukturen. Die Gattung Kalloprion wurde 1962 auf der Basis der Typusart Kalloprion ovalis von Zofia Kielan-Jaworowska erstbeschrieben. 1966 ordnete Kielan-Jaworowska die Gattung Kalloprion gemeinsam mit den ebenfalls von ihr beschriebenen Gattungen Leptoprion und Euryprion der Familie Kalloprionidae zu.

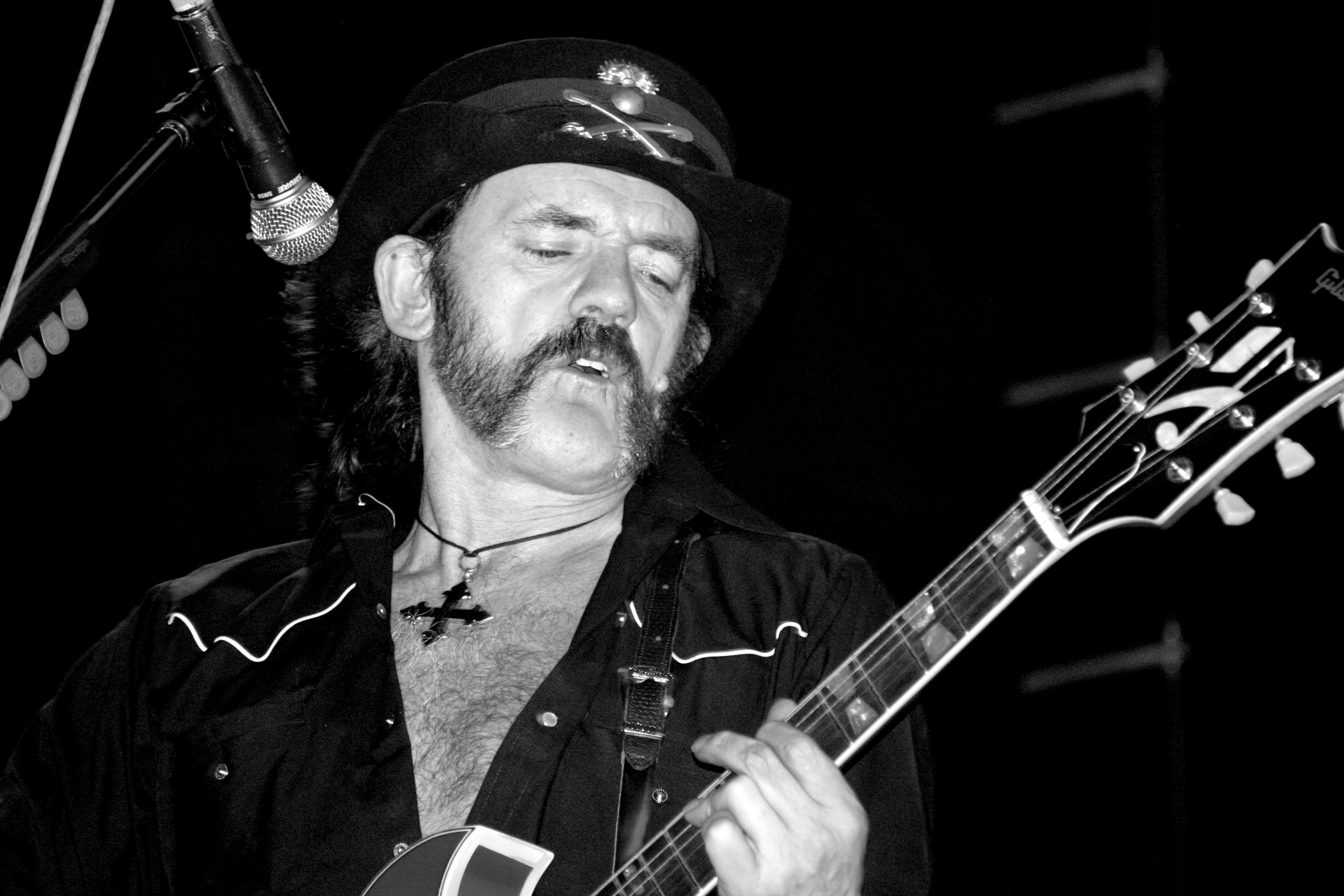
Kalloprion kilmisteri wurde nach dem britischen Musiker Lemmy Kilmister benannt.

Die Benennung erfolgte nach dem Sänger der britischen Hard-Rock-Band Motörhead, Lemmy Kilmister. In der Erstbeschreibung begründete Eriksson seine Namensgebung mit der musikalischen Inspiration durch Lemmy während seiner wissenschaftlichen Arbeit. („Named in honor of Lemmy Kilmister of Motörhead, for musical inspiration during the course of this study.“) 2012 benannte Eriksson mit Kollegen einen weiteren Vielborster nach dem dänischen Musiker King Diamond als Kingnites diamondi.

## Belege
1. 1 2 3 4  Mats E. Eriksson: Polychaete jaw apparatuses and scolecodonts from the Silurian Ireviken Event interval of Gotland, Sweden. GFF 128 (2), 2006; S. 97–101, doi:10.1080/11035890601282097
2. ↑  Mats E. Eriksson, Olle Hints, Claes F. Bergman: Kingnites diamondi gen. et sp. nov., an exceptionally large Silurian paulinitid (Annelida; Polychaeta) from shallow marine settings of Baltoscandia. GFF 134 (3), 2012; S. 217–224. doi:10.1080/11035897.2012.704066